# Peyrus
Peyrus ist eine französische Gemeinde mit 576 Einwohnern (Stand: 1. Januar 2022) im Département Drôme in der Region Auvergne-Rhône-Alpes (vor 2016 Rhône-Alpes). Sie gehört zum Arrondissement Valence und zum Kanton Crest.

## Geographie
Peyrus befindet sich etwa 16 Kilometer ostsüdöstlich von Valence. Umgeben wird Peyrus von den Nachbargemeinden Saint-Vincent-la-Commanderie im Norden, Léoncel im Osten, Châteaudouble im Süden und Westen sowie Charpey im Nordwesten.

## Bevölkerungsentwicklung
| Jahr                       | 1962 | 1968 | 1975 | 1982 | 1990 | 1999 | 2008 | 2019 |
| Einwohner                  | 215  | 227  | 249  | 296  | 423  | 488  | 609  | 592  |
| Quellen: Cassini und INSEE |      |      |      |      |      |      |      |      |

## Sehenswürdigkeiten
- Kirche Saint-Pierre aus dem 17. Jahrhundert, im 19. Jahrhundert umgebaut
- romanische Kapelle, früheres Priorat Saint-Pierre aus dem 12. Jahrhundert
- Schloss und Park Bruyas aus dem 19. Jahrhundert, 1913 fast vollständig zerstört